# 芦澤竜一
芦澤竜一（あしざわ・りゅういち、1971年- ）は、日本の建築家。芦澤竜一建築設計事務所主宰。神奈川県横浜市生まれ。

## 略歴
- 1994年 早稲田大学理工学部建築学科卒業
- 1994年から2000年 安藤忠雄建築研究所
- 2001年 芦澤竜一建築設計事務所設立
- 2006年から大阪市立大学生活科学部非常勤講師
- 2007年から近畿大学理工学部非常勤講師
- 2015年から滋賀県立大学教授
- 2000年「VAJRA Forest」でインテリアプランニング優秀賞、その他JCDデザイン賞 2002、IP賞2004入選、東京建築士会住宅建築賞、SD Review 2007入選、2009年度グッドデザイン賞受賞、第56回大阪建築コンクール大阪府知事賞、2009年度日本建築家協会優秀建築選200選、第2回関西建築家新人賞、など[要説明]

## おもな作品
- SHARED HOUSE
- gh
- Ashiya Grotto
- BAMBOO FOREST
- Sg
- GROUNDING PROJECT -HOUSE01-
- Re
- SETRE/セトレ ハイランドヴィラ SETRE REVER HOTEL+OCEAN
- 共同住宅「SHH」
- CHARIN
- East-1
- ラティス三宮